# Eisothistos antarcticus
Eisothistos antarcticus är en kräftdjursart som beskrevs av Ernst Vanhöffen 1914. Eisothistos antarcticus ingår i släktet Eisothistos och familjen Expanathuridae. Inga underarter finns listade i Catalogue of Life.